# Міст Зітхань (Оффенбах)
«Міст зітхань» (фр. Le pont des soupirs) — опера буфа (французька оперета) Жака Оффенбаха. Уперше виконана 1861 року в Театрі Буф Парізьєн (Париж). Французьке лібрето написав  Ектор Кремьє і  Людовик Галеві. П'єси, зокрема і мелодрами, про події у Венеції були досить поширеним явищем у Парижі на початку XIX століття. Ґенцль визначив оперету як «найкращий твір Оффенбаха, написаний у манері буф», додаючи до «довгого списку ігристих і забавних музичних творів»: багаторазову серенаду під балконом Катарини, розповідь про втрату венеційського флоту, пародію оперної божевільної сцени для Катарини і фарсовий «Квартет із кинджалами». Оффенбах ще повернеться до теми Венеції в своїй останній роботі «Казки Гофмана», у сцені з Джульєттою.

## Історія
Прем'єра опери буф відбулася 23 березня 1861 року в Театрі Буф Парізьєн у Парижі.

## Персонажі
| Role                                                                             | Voice type |
| -------------------------------------------------------------------------------- | ---------- |
| Аморозо (італ. Amoroso) — паж                                                    | сопрано    |
| Астольфо (італ. Astolfo) — шпигун                                                | бас        |
| Каскадетто (італ. Cascadetto) — вуличний задирака                                | тенор      |
| Корнаріно Корнаріні (італ. Cornarino Cornarini) — дож Венеції                    | тенор      |
| Катарина Корнаріні (італ. Catarina Cornarini) — дружина дожа                     | сопрано    |
| Баптист (італ. Baptiste) — зброєносець дожа                                      | тенор      |
| Фабіано Фабіані Малатромба (італ. Fabiono Fabiani Malatromba) — член Ради десяти | тенор      |
| Франрусто (італ. Franrusto) — шпигун                                             | бас        |
| Арлекін (італ. Arlequin)                                                         |            |
| Коломбіна (італ. Colombine)                                                      |            |
| Лаодіче (італ. Laodice) — повірений Катарини                                     |            |
| Глава Ради десяти                                                                |            |
| Гондольєри, слуги Катарини, народ, маски, варта                                  |            |

## Сюжет

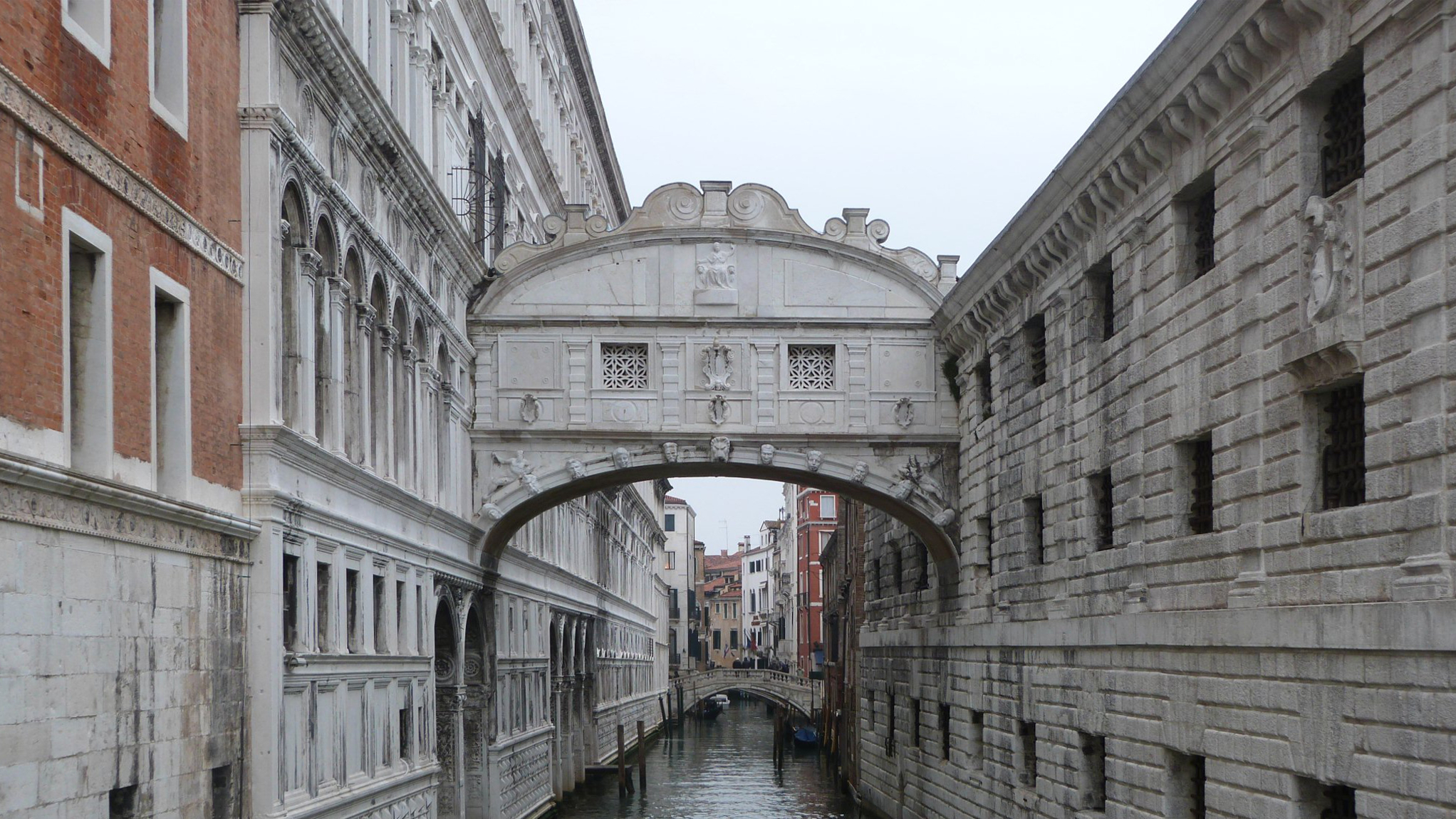
Міст Зітхань у Венеції

Місце: Венеція.
Час: 1321 рік

### 1 дія
1 картина — Венеція, на Великому каналі перед палацом дожів
Корнаріно Корнаріні, дож Венеції й адмірал венеційського флоту, втік зі свого корабля, боячись поразки в морській битві. Тепер він разом зі своїм зброєносцем Баптистом стоїть перед Палацом дожів, видаючи себе за інваліда, одягненого у лахміття. Корнаріні не може повернутися додому тому, що дезертирство карається смертю. Він намагається таємно зустрітися зі своєю дружиною Катариною, яка проводить час у товаристві свого пажа Аморозо. Жінка засмучена тим, що Фабіано Фабіані Малатромба, двоюрідний брат Корнаріні, хоче захопити владу і стати дожем. Малатромба заарештовує Аморозо.
2 картина — Палац дожів
Катарина розповідає Лаодічі про своє кохання до Аморозо, як два поплічники вдерлися до її кімнати. Жінки йдуть у будуар, Корнаріні і Баптист у масках проникають у будинок Катарини. Квартет з кинджалами завершується їхньою перемогою над шпигунами. Вони перевдягаються у форму шпигунів, а їхні тіла ховають у годинник і барометр. Катарина повертається і благає її перевдягнутого чоловіка врятувати її від домагань Малатромби. З'являється Малатромба. Катарина непритомніє. Малатромба наказує уявним шпигунам сховатися в годинник, а сам намагається забрати із собою Катарину. Аморозо, який утік з в'язниці, з'являється і дістає свій меч. Раптово приміщення наповнюється вояками, шпигунами, зброєносцями і служницями. Під час бійки Корнаріні і Баптиста заарештовують, але вони стверджують, що мають докази смерті дожа, які розкриють Раді десяти..

### 2 дія
3 картина — Палац Ради Десяти
На суді Ради десяти невпізнані ніким Корнаріні і Батист заявляють що вони — вбивці дожа. Малатромба радіє, але Катарина і Аморозо оголошують, що дож живий. Присутні впізнають в «убивцях» справжнього правителя Венеції, але тут же звинувачують його в дезертирстві. Малатромба знову тріумфує. Через підкуп його обирають дожем. Однак Рада отримує лист, в якому йдеться про те, що ворог зазнав нищівної поразки, а дезертирство адмірала було хитромудрим тактичним маневром.
4 картина — Карнавал у Венеції, маскарад на Лідо
Венеція святкує карнавал. У розпал святкування Рада десяти повідомляє, що Венеція тепер має двох дожів. Каскадетто оголошує про те, що Рада десяти, щоб вирішити, кого залишити дожем, пропонує провести герць між претендентами. За допомогою Аморозо перемагає Корнаріні. Народ захоплюється хитромудрістю Корнаріно Корнаріні й прославляє його.